# Occhio, malocchio, prezzemolo e finocchio
Occhio, malocchio, prezzemolo e finocchio è un film a episodi del 1983 diretto da Sergio Martino.

## Trama
Il film è diviso in due episodi, Il pelo della disgrazia e Il mago, incentrati entrambi sul tema dell'occulto. I protagonisti dei due episodi sono rispettivamente Lino Banfi e Johnny Dorelli.

### Il pelo della disgrazia
Altomare Secca è proprietario di un negozio di elettrodomestici e ha una serie di problemi, sia familiari sia lavorativi. Si sente solo, dato che la moglie, Giovanna, non ha occhi che per le telenovelas mentre la figlia, Mariella, pensa solamente al suo fidanzato, Carluccio, che Altomare odia profondamente. Un giorno arriva Corinto Marchialla. Altomare, che è molto superstizioso, subisce una serie di avvenimenti sfortunati e arriva alla conclusione che Marchialla è la fonte di tutte le sue disgrazie.
Giovanna gli consiglia di rivolgersi a un mago, il Re dell'occulto, il quale gli svela il modo per neutralizzare la iella: estirpare al vicino un "pelo irto e setoso", che è la causa della malasorte. Altomare, allora, invita a cena i suoi vicini mettendo del sonnifero nel vino e così Marchialla si addormenta, mentre Carluccio mette nella bevanda della moglie, Ludovica, uno stimolante. Altomare accompagna Marchialla nel suo appartamento fingendo di volerlo mettere a dormire, ma Ludovica Marchialla lo disturba perché ha un interesse nei suoi confronti, costringendo Altomare a tentare di allontanarla in ogni modo.
Altomare rade Marchialla in ogni parte del corpo; mentre è al lavoro irrompe Helen, la sua amante, che mette fine al loro rapporto in quanto si convince che Altomare sia omosessuale. Il mattino seguente, Altomare e Giovanna, convinti di essersi liberati dal malocchio, brindano, ma la commessa del negozio lo avvisa che durante la notte i ladri hanno completamente ripulito il suo negozio.
Proprio allora Marchialla rivela che ha un "pelo, irto e setoso" che ricresce sempre sul sopracciglio: Altomare coglie la palla al balzo e tenta di strappargli il pelo ma affacciandosi troppo cade dal balcone dal quinto piano; fortunatamente un camion attutisce la caduta perché, nel cadere, Altomare riesce a strappare il pelo e a spezzare il malocchio.

### Il mago
Gaspare Canestrari, detto "Le Grand Gaspar", è un illusionista di basso livello che tenta di diventare famoso. Le sue condizioni di vita non sono delle migliori, tanto che è costretto a vivere a casa di sua moglie, Iole, e del fratello di lei, Alberigo, i quali riescono in qualche modo a mantenerlo. Dopo aver fatto uno spettacolo disastroso il suo agente, il cavaliere Aldrovandi, lo scarica definitivamente invitandolo a cambiare mestiere. Un giorno, Gaspare incontra la marchesa Del Querceto, un'anziana strega di ben 318 anni, che gli dona i suoi poteri soprannaturali; in cambio, Gaspare dovrà portarle un cono gelato al pistacchio prima della morte di lei, altrimenti i poteri svaniranno.
Grazie ai poteri della strega, "Le grand Gaspar" diventa in breve tempo un autentico fenomeno della magia. Viene chiamato in un villaggio dove non piove da tanto tempo e gli chiedono di far piovere solo sul loro terreno: il mago accetta, ma se sbaglia dovrà essere pagato da Bastiano, non proprio affettuoso nei suoi confronti. Dopo una piccola incomprensione iniziale, Gaspar legge il libretto della marchesa e riesce a far piovere. Dopo aver saputo dei suoi nuovi poteri, il cavaliere Aldrovandi richiama Gaspar e, dopo un iniziale rifiuto, dopo averlo sempre trattato male riaccetta di lavorare con lui.
Aldrovandi riesce a strappare un sì al Mago Silvan per fare una sfida contro Gaspar ma, proprio sul più bello, i poteri svaniscono, in quanto la lettera della marchesa, per portarle il gelato al pistacchio, gli è arrivata in ritardo e quindi la marchesa è morta. Gaspar, nel panico, tenta di ritirarsi dalla gara, ma Aldrovandi lo convince a non arrendersi e così il primo suo numero (indovinare i dati di una patente a occhi bendati) è andato bene con l'ausilio del cognato, Alberigo, che gli comunica i dati tramite una radiolina. Dopo il numero di Silvan, che fa levitare una ragazza in aria, Gaspar tenta il numero della scatola con i coltelli e invita proprio Aldrovandi a partecipare, ma l'esibizione si rivela un flop e, dopo un litigio, Silvan li fa tornare amici, utilizzando l'ipnosi, attraverso la quale fa ballare loro un grottesco giro di walzer tra l'ilarità del pubblico.
Dopo questa umiliazione subita, Gaspar torna mestamente alla sua vita di sempre, sbarcando il lunario con i suoi improbabili spettacoli improvvisati tra mercatini di provincia. Non rinuncia tuttavia a sfogare la sua frustrazione prendendosi gioco per l'ennesima volta del cognato Alberigo, radioamatore. Ma quest'ultimo, da tempo alla ricerca dell'autore di continui provocatori scherzi ai suoi danni, attraverso le frequenze della ricetrasmittente CB,  scopre finalmente che l'autore degli scherzi è proprio lo stesso Gaspar. Il film termina con Gaspar, ormai scoperto, intento ad una rocambolesca fuga, inseguito da un furibondo Alberigo. 

## Distribuzione
Il film è uscito nei cinema italiani il 30 novembre 1983.

## Curiosità
In una scena del primo episodio "Il pelo della disgrazie" Lino Banfi pronuncia la battuta "Ma non è che questi hanno sbagliato episodio e voglio scopere con Dorelli?" . La battuta è un esempio di metacinema, in quanto il personaggio di Secca si riferisce all'episodio con protagonista Johnny Dorelli